# أنتيماخوس الأول
أنتيماخوس الأول هو خامس الملوك الإغريق البختريين، والذي خلف الملك البختري ديميتريوس الأول البختري. حكم في الفترة بين سنتي 171–160 قبل الميلاد.
سك في عهده، كما في باقي الملوك الإغريق البختريين، كمية وافرة من النقود المعدنية.